# Gurasada
Gurasada (veraltet Gura-Sadeiu; deutsch Zaadt, ungarisch Guraszáda) ist eine Gemeinde im Kreis Hunedoara in der Region Siebenbürgen in Rumänien.

## Geographische Lage

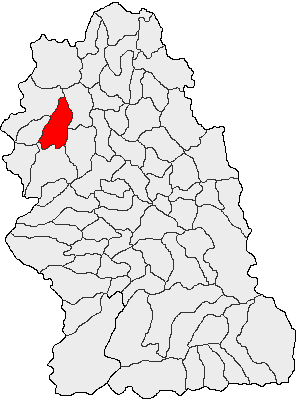
Lage der Gemeinde Gurasada im Kreis Hunedoara

Die Gemeinde Gurasada liegt am gleichnamigen Bach – einem rechten Zufluss des Mureș (Mieresch) – im Südwesten Siebenbürgens an den Ausläufern des Siebenbürgischen Erzgebirges. In der Nähe der Streusiedlung Boiu de Sus (Ober-Ochsendorf) erhebt sich der Berg Gorgan (⊙). An der Europastraße 68 und der zweigleisigen Bahnstrecke Arad–Alba Iulia gelegen, befindet sich der Ort ca. 30 Kilometer westlich von der Kreishauptstadt Deva (Diemrich) entfernt. Auf einer Fläche von 9295 Hektar und bei einem Höhenunterschied von 480 Metern, sind die zehn eingemeindeten Dörfer, Weiler und Einzelsiedlungen 2–9 km von Gurasada entfernt. 54 % der Gemeindefläche ist bewaldet; 37 % wird landwirtschaftlich genutzt.

## Geschichte
Der Ort Gurasada, Zentrum eines rumänischen Fürstentums aus dem 11. Jahrhundert, wurde erstmals 1292 unter der Bezeichnung Zad urkundlich erwähnt.
Auf dem Gebiet des Ortes wurde ein Schaber aus der Mittelsteinzeit gefunden, zu dessen zeitlicher Einordnung M. Roska sich aber unsicher war.
Die Hauptbeschäftigung der Bevölkerung sind die Landwirtschaft, die Viehzucht und die Holzverarbeitung. Durch das Vorkommen von Bentonit auf dem Gebiet der Gemeinde wurde dieses Gestein auch gefördert. Durch die verringerte Nachfrage wird seit 2007 Kalkstein als mikronisiertes Pulver verarbeitet.

## Bevölkerung
Bei der Volkszählung 1850 lebten auf dem Gebiet der heutigen Gemeinde 4173 Menschen. 4066 davon waren Rumänen, fünf Ungarn, vier Deutsche und 98 Roma. Die höchste Einwohnerzahl (4875) – und gleichzeitig die der Rumänen (4742) und die der Ungarn (105) – wurde 1910 erreicht. Die höchste Anzahl der Deutschen (16) wurde 1880 und 1900 und die der Roma 1850 gezählt. Darüber hinaus bezeichneten sich 1930 je ein Einwohner als Ukrainer, als Serbe und als Slowake. Von letzterem wurde auch 1956 einer registriert. 2002 lebten in der Gemeinde Gurasada nur noch 1783 Menschen, davon waren 1769 Rumänen, elf Ungarn, ein Deutscher, ein Rom und ein Bulgare.

## Sehenswürdigkeiten

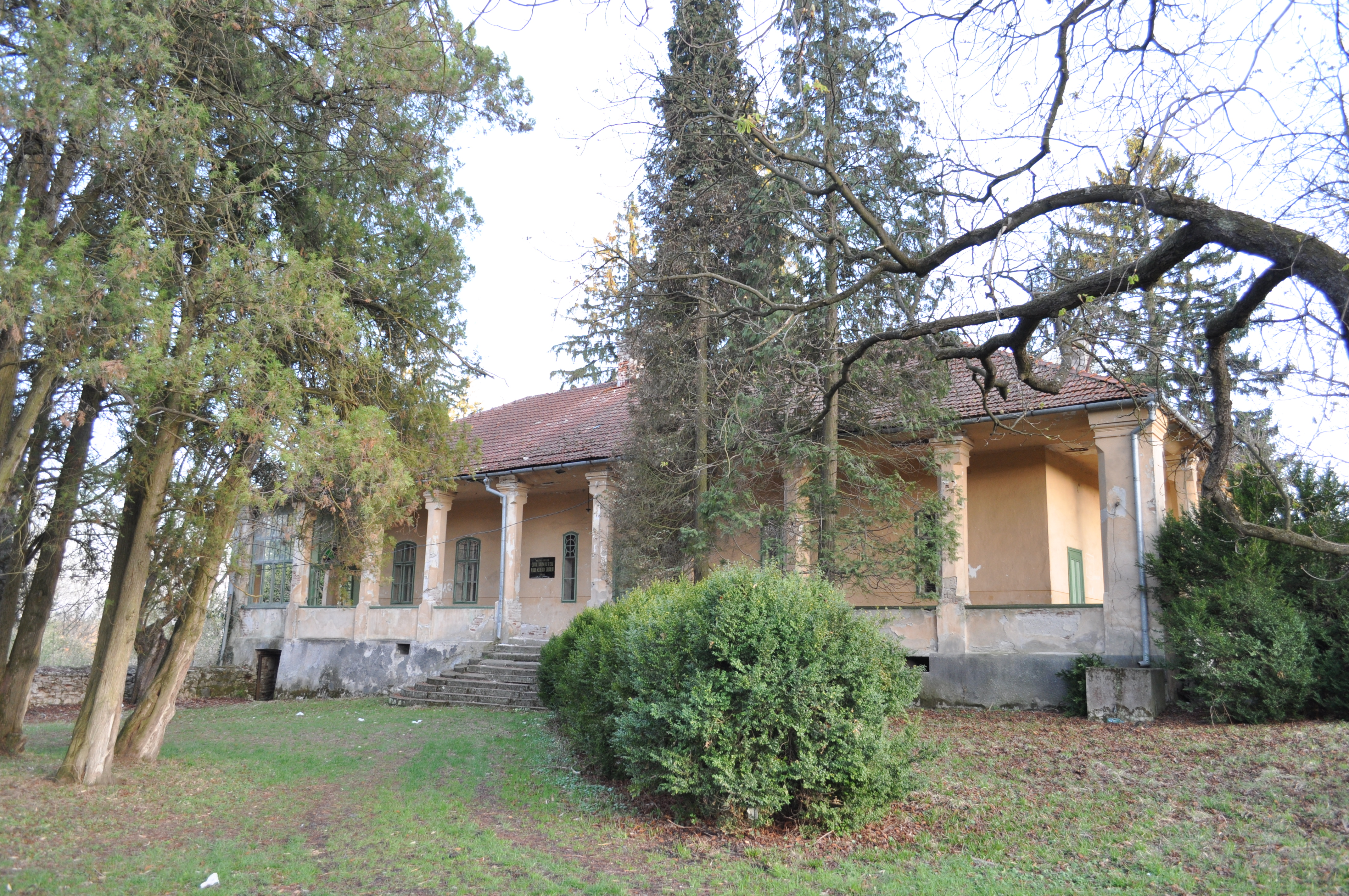
Die Villa Klobosisky

- Die Kirche Sf. Arhanghel Mihail (⊙, deutsch Erzengel Michael), im 13. Jahrhundert errichtet, ist ein steinerner Kreuzbau mit drei runden Apsiden an den Kreuzarmen. Der ältere Teil der Kirche, in rechteckiger Form und gewölbter Decke – einzigartig in dieser Form in Siebenbürgen –, wurde mit wasseranziehendem Mörtel errichtet.[6] Über der Vorhalle ist der Glockenturm, die Seitenschiffe wurden 1820 angebaut. Die oberste der zwei Farbschichten stammt von 1765, wurde von den Meistern Ioan aus Deva und Nocolae aus Pitești gemalt und mit kyrillischen Inschriften versehen. Im Friedhof um die Kirche sind alte Steinkreuze zu sehen.[4] Die Kirche befindet sich an der Europastraße und steht unter Denkmalschutz.[8]
- Die Villa Klobosisky und das 2,5 Hektar große Anwesen mit seltenen Bäumen und Sträuchern,[5] im 19. Jahrhundert errichtet, stehen unter Denkmalschutz.[8]
- Die Holzkirche Cuvioasa Paraschiva des Dorfes Boiu de Jos (Unter-Ochsendorf), im 17. Jahrhundert errichtet, steht unter Denkmalschutz.[8]
- Die Ruinen einer Burg zwischen dem 1. Jahrhundert v. Chr. und 2. Jahrhundert n. Chr. auf dem von den Einheimischen La Mănăstire genannten Areal des zwei Kilometer langen Straßendorfes Câmpuri-Surduc (Thalfeld) errichtet, stehen unter Denkmalschutz.[8]
- Das Holzhaus der Andrica Sinefta in der Streusiedlung Boiu de Sus,[4] im 19. Jahrhundert errichtet, steht unter Denkmalschutz.[8]
- Die Holzkirche Sf. Arhangheli des Ortes Cărmăzănești, 1725 errichtet, steht unter Denkmalschutz.[8]
- Die Holzkirche Sf. Arhangheli des Ortes Dănulești (Danuleschd), Ende des 17. oder Anfang des 18. Jahrhunderts errichtet, steht unter Denkmalschutz.[8]

## Bilder der Kirche in Gurasada

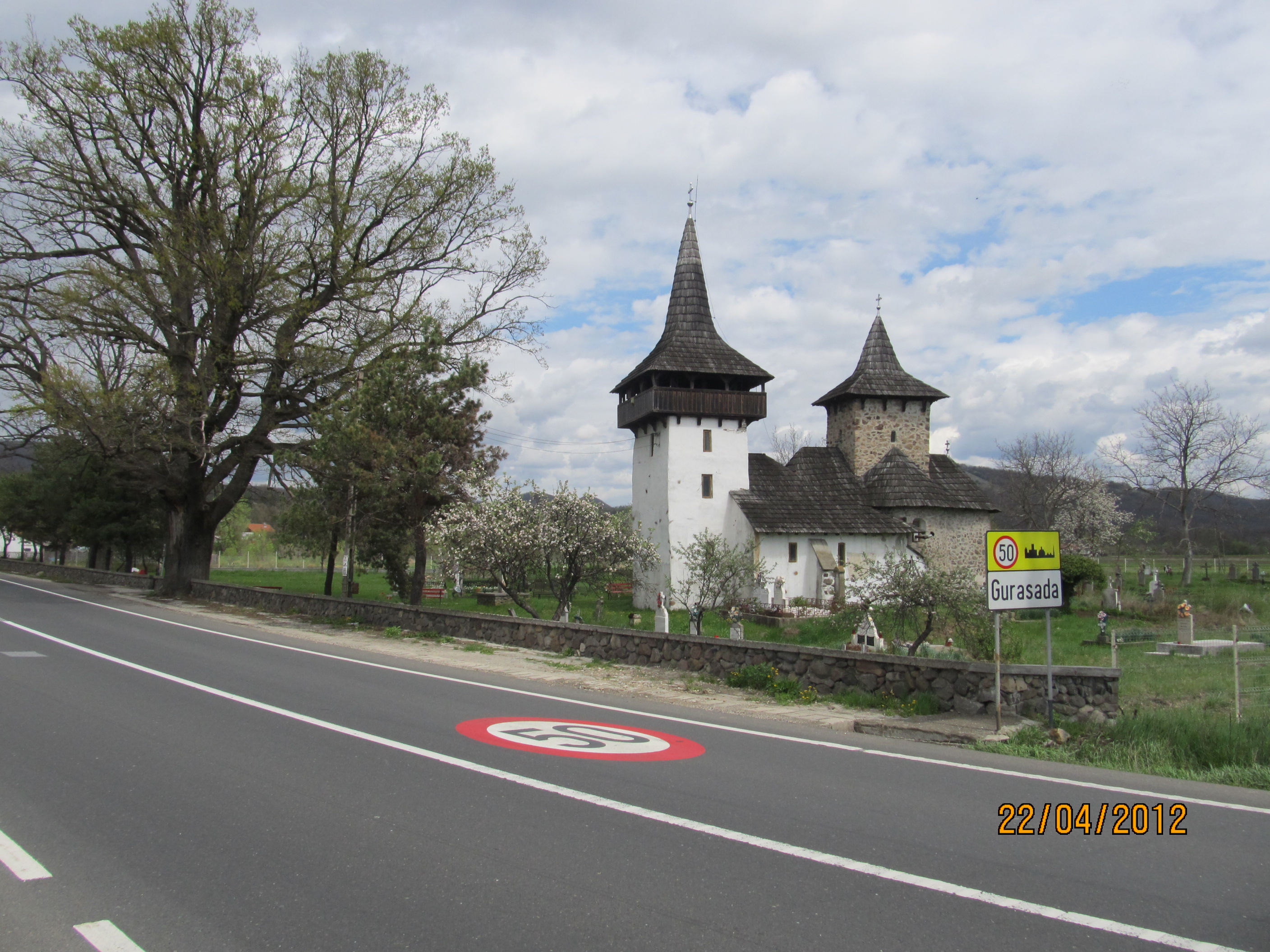
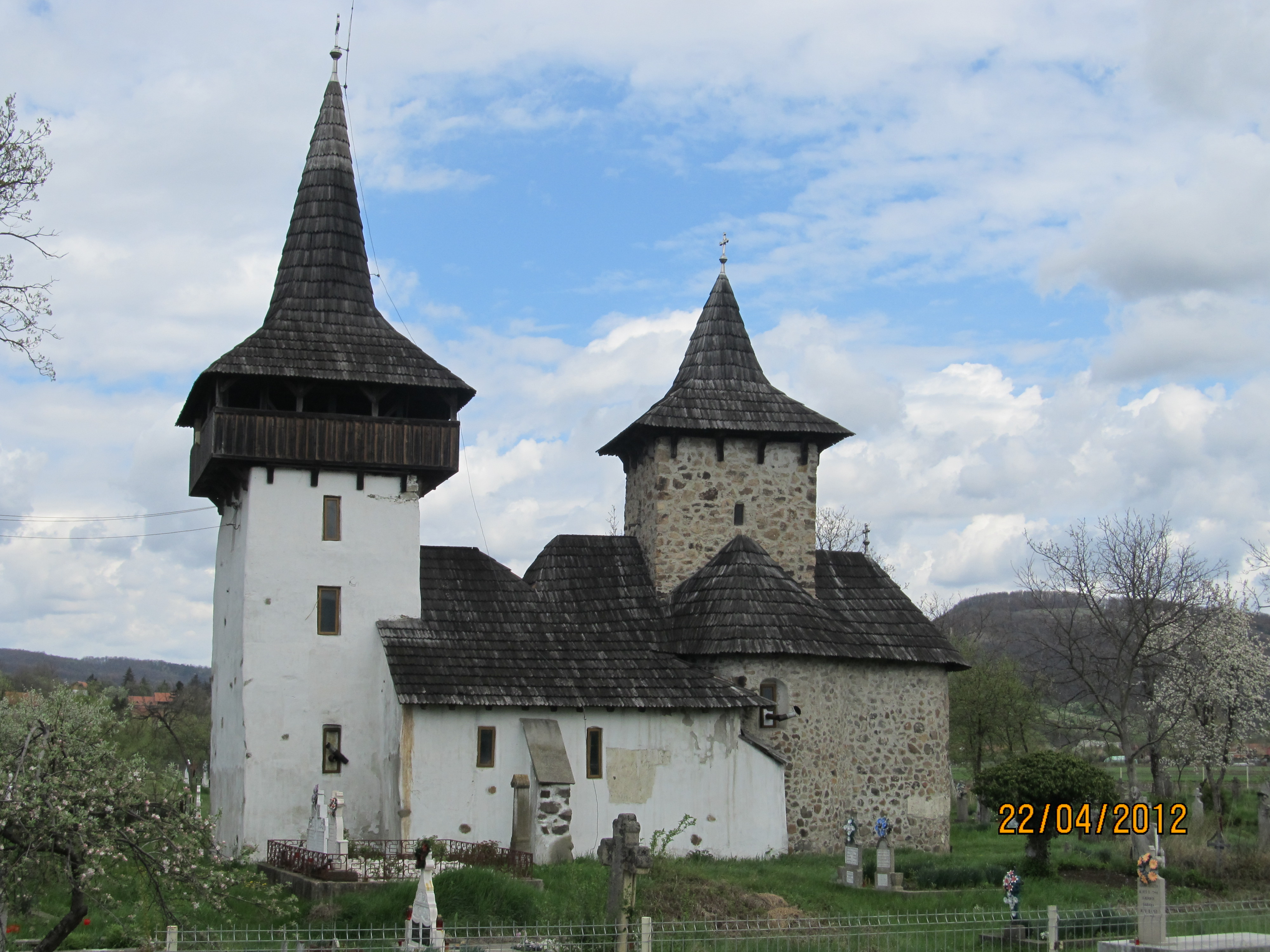
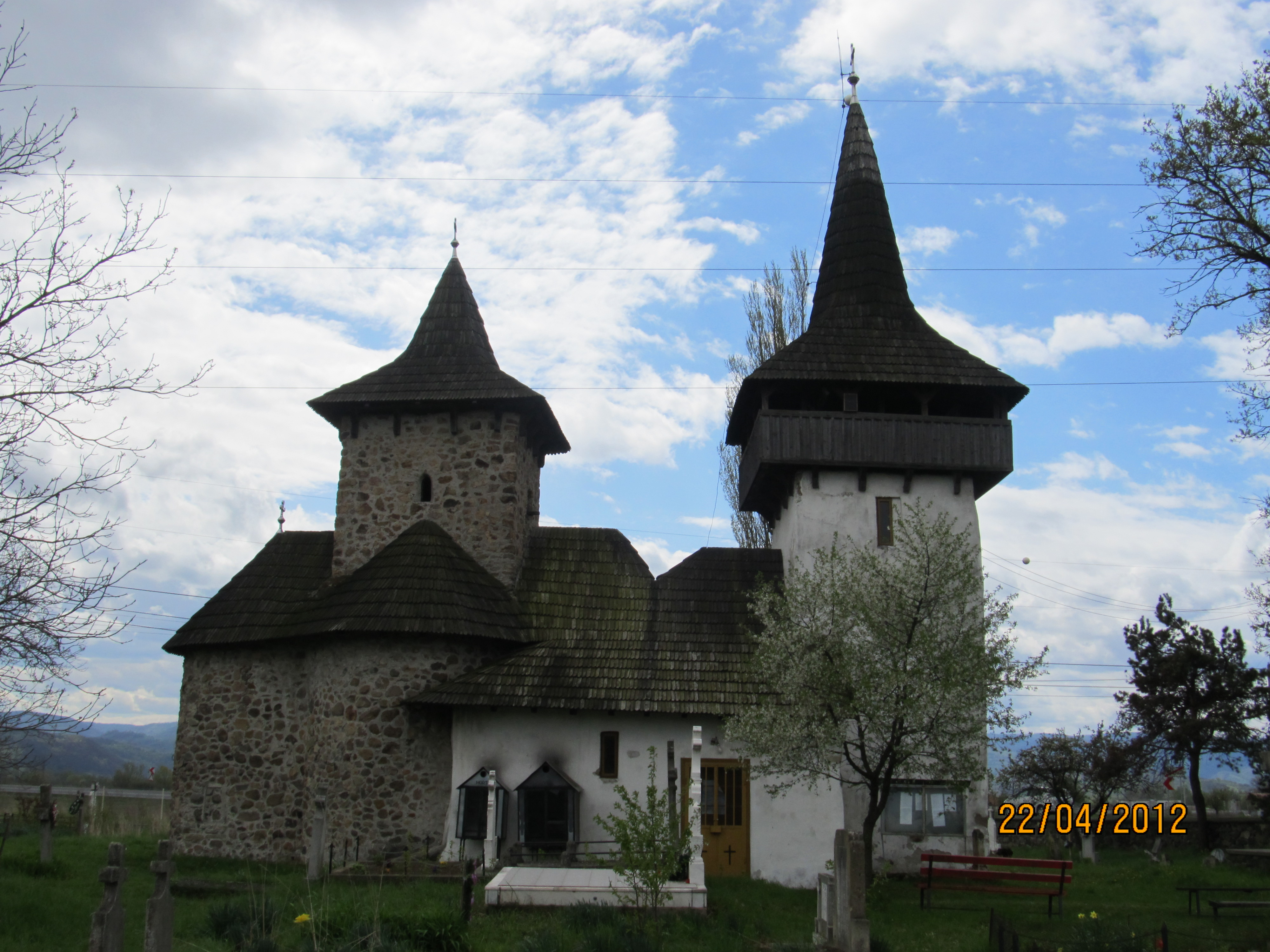
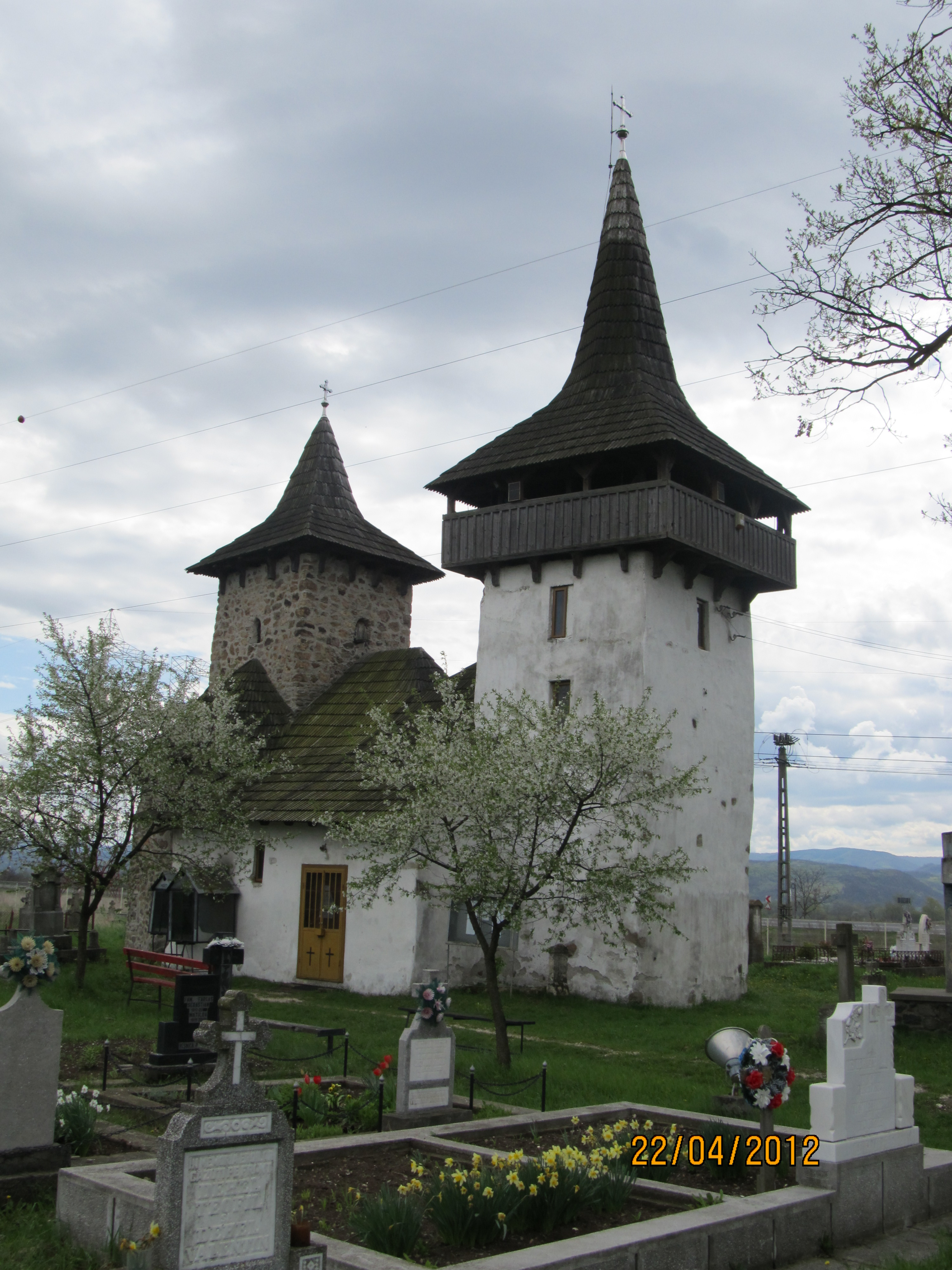
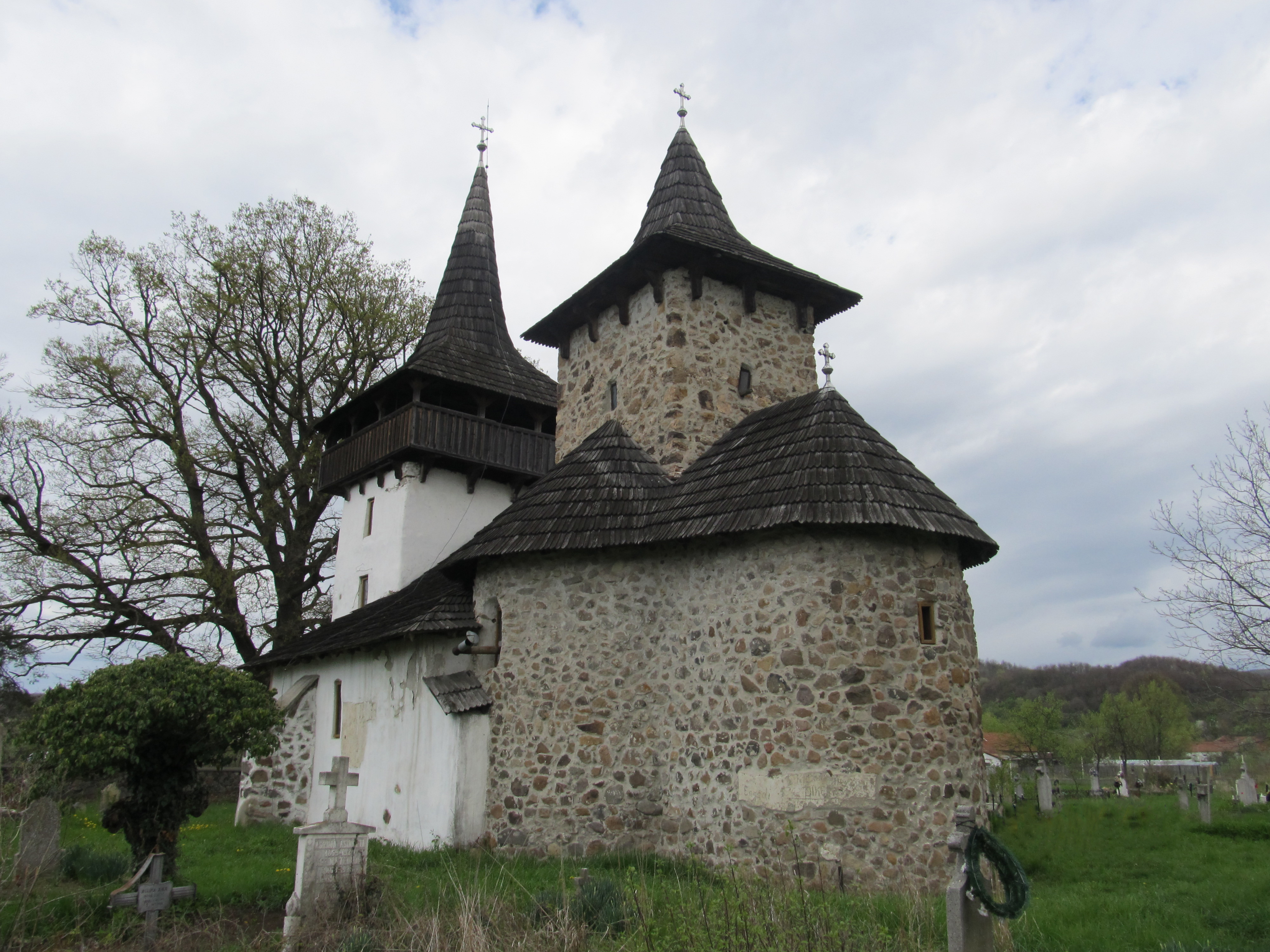

## Persönlichkeiten
- Silviu Dragomir (1888–1962),[9] war Historiker, Politiker, 1926 Mitglied der Rumänischen Akademie.[10]